# Donkere modus

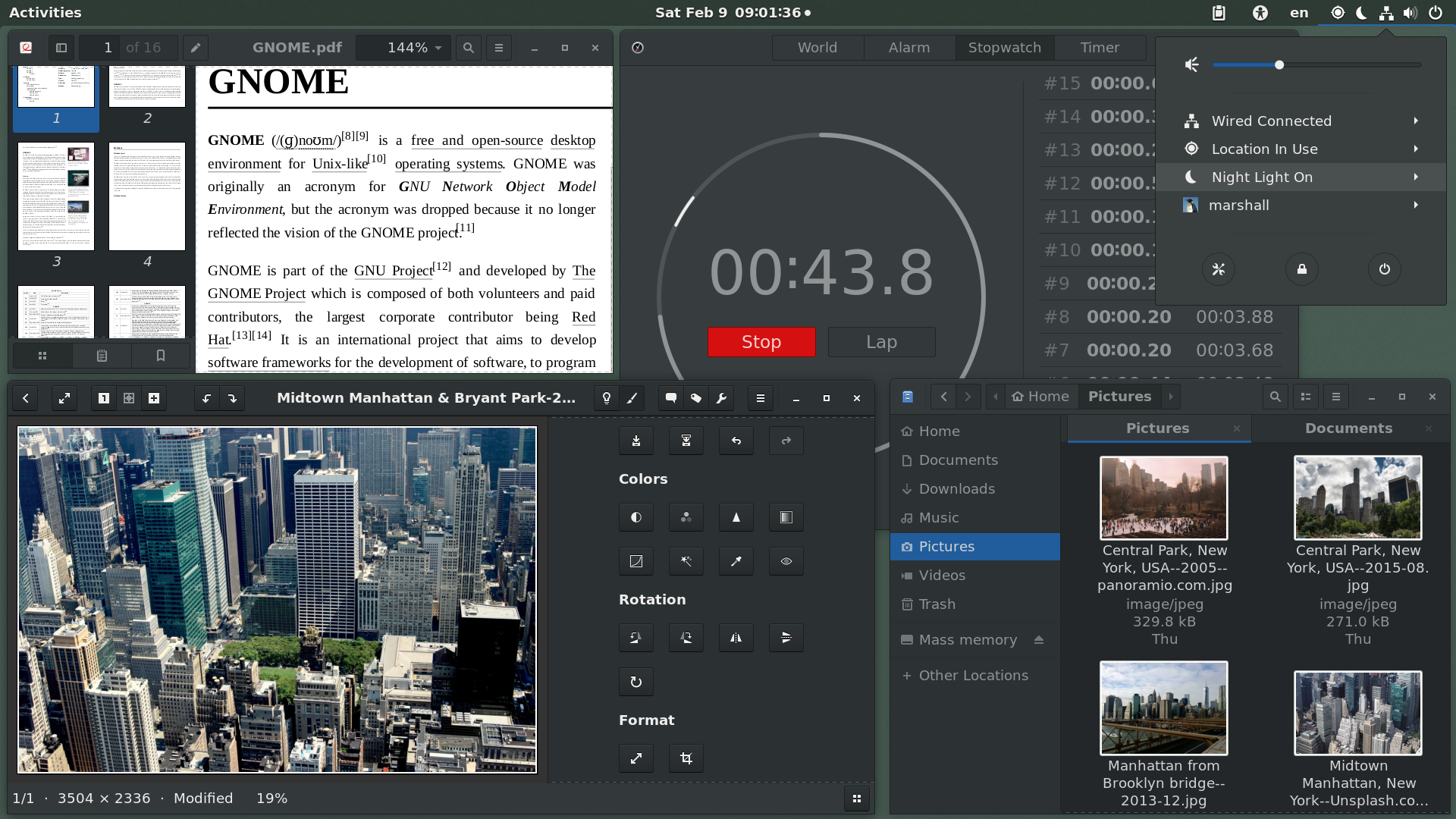
Bureaublad van een computer in donkere modus.

Donkere modus (ook wel donker thema of in het Engels dark mode) is een kleurenschema dat lichte tekst, iconen en afbeeldingen op een donkere achtergrond plaatst binnen een grafische gebruikersomgeving van een computer of mobiel apparaat zoals een smartphone of tablet, of binnen een webpagina op het internet.

## Oorsprong
Van oorsprong werd het beeld van een computer weergegeven op een monitor of televisie met een kathodestraalbuis. Deze elektronenbuis is voorzien van een fluorescentiescherm dat oplicht als het getroffen wordt door de elektronenstraal en een afbuigmechanisme waarmee de elektronenstraal bestuurd kan worden zodat een afbeelding zichtbaar wordt.
Het beeldscherm van de eerste programmeerbare computer, de Manchester Baby uit 1948, werd aangedreven door een kathodestraalbuis. De technologie was nog niet in staat om een geheel beeldscherm te kunnen verlichten. In de jaren 1970 en 1980 was het gebruikelijk voor computers om groene, witte of amberkleurige tekst op een zwarte achtergrond weer te geven, mede doordat beeldschermen in die tijd nog monochroom waren. Eind jaren 1980 werd het met de komst van de grafische gebruikersomgeving en kleurenschermen gebruikelijk om (volgens de bureaubladmetafoor) papier en mappen weer te geven in een lichte omgeving. Vooral papier speelde een rol voor de lichte representatie op een computerbeeldscherm.
Toen halverwege de jaren 90 van de twintigste eeuw de eerste platte beeldschermen verschenen in laptops en computermonitors werkte iedereen nog met een lichte achtergrond, voornamelijk in tekstverwerkers en andere toepassingen. De manier waarop het beeld wordt verlicht is met behulp van een backlight of fluorescentielamp.
Midden jaren 2000 werd de technologie van lcd-schermen beter en dit opende de deur naar led-technologie en de nieuwere oled-schermen. Deze moderne technologie haalt meer voordeel uit het gebruik van een donker thema.

## Gebruikerservaring
Het bekijken van lichte beelden in een donkere kamer of omgeving werd door groepen mensen als storend en vermoeiend ervaren, maar er is geen consensus of het daadwerkelijk gezonder en beter is om tekst te lezen op een donkere achtergrond. Daarnaast wordt vaak het esthetisch mooiere aspect van een donkere achtergrond genoemd, waarbij afbeeldingen duidelijker naar voren komen. Het slaapritme van smartphonegebruikers kan verstoord raken doordat men 's avonds laat of 's nachts op de smartphone kijkt en leest.

## Energieverbruik
Een artikel in Popular Science in 2018 suggereerde dat "donkere modus rustgevender voor de ogen is en voor het batterijgebruik", waarbij de weergave van een wit scherm op maximale lichtsterkte ongeveer zes keer zoveel energie gebruikt. Ook nieuwe smartphones uitgerust met een oled-scherm maken gebruik van de energiebesparende functies van een donker thema, doordat het alleen de lichte beeldpunten (pixels) van energie hoeft te voorzien.

## Ondersteuning
Een donker thema of donkere modus raakte ongeveer vanaf 2015 in zwang doordat steeds meer websites en applicaties dit zijn gaan invoeren in hun grafische omgeving. Voorbeelden hiervan zijn Discord, YouTube, Reddit, Facebook, Firefox, Chromium, Telegram en WhatsApp.
De meeste populaire besturingssystemen ondersteunen een donkere modus in hun grafische gebruikersomgeving. Enkele voorbeelden hiervan zijn Windows 10, macOS 10.14, Android 10, iOS 13 en Ubuntu 20.04.